# Алиев, Алияр Юсиф оглы
Алия́р Юси́ф оглы́ Али́ев (азерб. Əliyar Yusif oğlu Əliyev) (14 декабря 1957 — 3 октября 1992) — азербайджанский военнослужащий, майор Вооружённых сил Азербайджана. Национальный герой Азербайджана (1992, посмертно).

## Биография
Родился 14 декабря 1957 года в селе Казьян Кубатлинского района Азербайджанской ССР.
В 1979 году окончил Азербайджанский государственный институт физкультуры, получив диплом с отличием. До призыва в ряды Советской армии работал преподавателем физкультуры в средней школе села Дондарлы Кубатлинского района. После военной службы в 1982 году Алияр был приглашён на работу в Саранский государственный университет. Вернулся в родной район в 1983 году. В 1985 году, после преподавания в средней школе, был избран на пост председателя районного совета Добровольного общества физкультуры и спорта.
Алияр Алиев неоднократный победитель республиканских, союзных и международных состязаний по классической борьбе. Мастер спорта СССР. Около десяти его учеников стали чемпионами республики и бывшего СССР, входили в состав олимпийской сборной команды СССР. Он был первым тренером серебряного призёра Олимпийских игр 2004 года по греко-римской борьбе, чемпиона мира 2002 года, азербайджанца из России Гейдара Мамедалиева.

### Первая карабахская война
После начала открытых военных действий он одним из первых добровольно отправился на фронт.
28 декабря 1991 года бойцы Алияра участвовали в боях в направлении сёл Фараджан и Кёяал. Участвовал в отражении атаки армянских сил на высоту Топадагач.
В апреле 1992 года был назначен командиром батальона. Алиев осуществил оперативные меры по укреплению линии обороны по границе с Кафанским и Горисским районами Армении.
После занятия армянами Лачинского района батальон Алиева начал операцию по его освобождению.
3 октября 1992 года в бою на возвышенности Шурумбаши Лачинского района, Алияр погиб. Указом Президента Азербайджана № 301 от 10 ноября 1992 года Алияру Юсиф оглы Алиеву присвоено высшее звание Национальный герой Азербайджана (посмертно).
Похоронен в родном селе Казьян.
Алияр был женат, остались двое сыновей и одна дочь.

## Память
Одна из улиц города Баку и батальон, сформированный Алияром Алиевым, носят его имя.